# Laurent Depoitre
Laurent Depoitre (ur. 7 grudnia 1988 w Tournai) – belgijski piłkarz występujący na pozycji napastnika w klubie KAA Gent oraz w reprezentacji Belgii. Wychowanek Tournai, w swojej karierze grał także w takich zespołach jak RRC Péruwelz, Eendracht Aalst, Oostende, KAA Gent, FC Porto i Huddersfield Town.